# Cuerpo Expedicionario Francés en Extremo Oriente
El Cuerpo Expedicionario Francés en Extremo Oriente  (en francés, Corps Expéditionnaire Français en Extrême-Orient, CEFEO) era una fuerza expedicionaria colonial del Ejército de la Unión Francesa, enviada a la Indochina Francesa en 1945, durante la Guerra del Pacífico.

## Historia

### Guerra del Pacífico (1945)
El CEFEO fue creado en 1945 para sustituir a las Fuerzas expedicionarias francesas de Extremo Oriente (En francés, Forces Expéditionnaires Françaises d'Extrême-Orient, FEFEO).
Su misión era apoyar las derrotadas "Fuerzas Francesas de Indochina " de Saigón, dirigidas por el general Sebatier. Estas estaban compuestas por las tropas coloniales y pequeños grupos de resistencia que se enfrentaban al Ejército Imperial Japonés, durante la segunda guerra sino-japonesa. Tras la Liberación de Francia en 1944 y la caída de la Alemania Nazi en Europa un año después, las autoridades francesas querían "liberar" los últimos territorios ocupados por las Potencias del Eje, lo que incluía el recién establecido Imperio de Vietnam, que no era sino una colonia japonesa.
El 7 de junio de 1945, Leclerc fue nombrado comandante del CEFEO. El 22 de junio, Leclerc transfirió la comandancia de la segunda División Armada al coronel Dio, tras lo cual recibió el mando de las fuerzas del CEFEO el 15 de agosto.

### Primera guerra de Indochina
En 1946, el movimiento de rebelión comunista se alzó contra el dominio colonial francés en Indochina, que en aquel momento abarcaba Laos, Camboya, Tonkín, Annam y Cochinchina. Todos estos territorios tenían la categoría de protectorados menos el último, que era una colonia con capital en Saigón. En 1946, se convirtieron en estados asociados en la Unión Francesa y, en 1949, Tonkín, Annam y Cochinchina se asociaron formando el Estado de Vietnam.
El grupo comunista Viet Minh liderado por Hồ Chí Minh venció a los movimientos nacionalistas rivales y organizó un ejército revolucionario que usaba, en un principio la táctica de guerra de guerrillas y, posteriormente y gracias a la ayuda de China pudo usar otras tácticas más convencionales.
La primera guerra de Indochina duró oficialmente desde el 20 de noviembre de 1946 hasta el 20 de julio de 1954. La paz llegó con los Acuerdos de Ginebra.

### Disolución
Tras la retirada de las últimas fuerzas del CEFEO de Vietnam, Laos y Camboya en 1956, el cuerpo fue disuelto por el general Pierre Jacquot.

## Composición
El CEFEO estaba compuesto por voluntarios de los territorios de la Unión Francesa en el Magreb, África, Madagascar, Dom-Tom e Indochina. La mayor parte de las tropas aerotransportadas coloniales y toda la cadena de mando provenían de Francia.
A principios de 1953 los soldados franceses de la ONU que volvían de la guerra de Corea se unieron al CEFEO.

## Comandantes del CEFEO
- Philippe Leclerc de Hauteclocque (1945-46)
- Jean-Étienne Valluy (1946-48)
- Roger Blaizot (1948-49)
- Marcel Carpentier (1949-50)
- Jean de Lattre de Tassigny (1950-51)
- Raoul Salan (1952-53)
- Henri Navarre (1953-4)
- Pierre Jacquot (1956)

## Fuerzas aéreas

### Aeronaves
| Aeronave                         | Fotografía      | Origen          | Tipo                                       | Fabricante                    |
| Aviones de caza                  | Aviones de caza | Aviones de caza | Aviones de caza                            | Aviones de caza               |
| -------------------------------- | --------------- | --------------- | ------------------------------------------ | ----------------------------- |
| Bell P-63 Kingcobra              |                 | Estados Unidos  |                                            |                               |
| Supermarine Spitfire             |                 | Reino Unido     |                                            |                               |
| Nakajima Ki-43                   |                 | Japón           |                                            |                               |
| Aviones de enlace                |                 |                 |                                            |                               |
| Morane-Saulnier MS-500 Criquet   |                 | Francia         | Avión de enlaceAvión de reconocimientoSTOL | Morane-Saulnier               |
| Cessna O-1 Bird Dog              |                 | Estados Unidos  |                                            |                               |
| Aviones de transporte            |                 |                 |                                            |                               |
| AAC.1 Toucan                     |                 | Francia         | Aeronave de transporte militar             | Amiot                         |
| Bristol Freighter                |                 | Reino Unido     | Aeronave de transporte militar             |                               |
| Douglas C-47 Skytrain            |                 | Estados Unidos  | Aeronave de transporte militar             |                               |
| Fairchild C-119 Flying Boxcar    |                 | Estados Unidos  | Aeronave de transporte militar             |                               |
| Nord Noratlas                    |                 | Francia         | Aeronave de transporte militar             |                               |
| SNCAC Martinet                   |                 | Francia         | Aeronave de transporte militar             |                               |
| Dassault MD 315 Flamant          |                 | Francia         | Aeronave de transporte militar             | Dassault Aviation             |
| Aviones de patrulla marítima     |                 |                 |                                            |                               |
| Consolidated PB4Y-2 Privateer    |                 | Estados Unidos  |                                            | Consolidated Aircraft         |
| Aviones ligeros                  |                 |                 |                                            |                               |
| Piper L-4B                       |                 | Estados Unidos  | Avión ligero                               | Piper Aircraft                |
| Aviones torpederos               |                 |                 |                                            |                               |
| Grumman TBF Avenger              |                 | Estados Unidos  |                                            |                               |
| Bombarderos                      |                 |                 |                                            |                               |
| Douglas A-26 Invader             |                 | Estados Unidos  |                                            |                               |
| Martin B-26 Marauder             |                 | Estados Unidos  |                                            |                               |
| Bombarderos en picado            |                 |                 |                                            |                               |
| Curtiss SB2C Helldiver           |                 | Estados Unidos  |                                            |                               |
| Douglas SBD Dauntless            |                 | Estados Unidos  |                                            |                               |
| Cazas embarcados                 |                 |                 |                                            |                               |
| Grumman F6F Hellcat              |                 | Estados Unidos  |                                            |                               |
| Grumman F8F Bearcat              |                 | Estados Unidos  |                                            |                               |
| Supermarine Seafire              |                 | Reino Unido     |                                            |                               |
| Chance Vought F4U Corsair        |                 | Estados Unidos  |                                            |                               |
| Cazabombarderos                  |                 |                 |                                            |                               |
| De Havilland DH.98 Mosquito      |                 | Reino Unido     | Cazabombardero                             | de Havilland Aircraft Company |
| Helicópteros                     |                 |                 |                                            |                               |
| Hiller OH-23 Raven               |                 | Estados Unidos  | Helicóptero de reconocimiento militar      |                               |
| Sikorsky H-19 Chickasaw          |                 | Estados Unidos  | Helicóptero militar                        |                               |
| Westland Dragonfly               |                 | Reino Unido     | Helicóptero militar                        |                               |
| Hidroaviones                     |                 |                 |                                            |                               |
| Aichi E13A                       |                 | Japón           | Hidroavión                                 | Aichi Kōkūki                  |
| de Havilland Canada DHC-2 Beaver |                 | Canadá          | Hidroavión                                 | de Havilland Canada           |
| Hidrocanoas                      |                 |                 |                                            |                               |
| Consolidated PBY Catalina        |                 | Estados Unidos  | Hidrocanoa                                 | Consolidated Aircraft         |
| Grumman JRF Goose                |                 | Estados Unidos  | Hidrocanoa                                 |                               |
| Loire 130                        |                 | Francia         | Hidrocanoa                                 |                               |
| Supermarine Sea Otter            |                 | Reino Unido     | Hidrocanoa                                 |                               |

### Armamento
| Nombre                         | Imagen              | Origen              | Tipo                 | Fabricante          | Calibre             |
| Cañones automáticos            | Cañones automáticos | Cañones automáticos | Cañones automáticos  | Cañones automáticos | Cañones automáticos |
| ------------------------------ | ------------------- | ------------------- | -------------------- | ------------------- | ------------------- |
| MG 151/20                      |                     | Alemania            | Cañón automático     | Mauser              | 20 mm               |
| Cañón automático Tipo 99 20 mm |                     | Japón               | Cañón automático     | Dai Nihon Heiki KK  | 20 mm               |
| Hispano-Suiza HS.404           |                     | España              | Cañón automático     | Hispano-Suiza       | 20 mm               |
| Ametralladoras                 |                     |                     |                      |                     |                     |
| MG 15                          |                     | Alemania            | Ametralladora ligera |                     |                     |
| Ametralladora Tipo 92          |                     | Japón               | Ametralladora ligera |                     |                     |
| Vickers K                      |                     | Reino Unido         | Ametralladora media  |                     |                     |
| Ametralladora Ho-103           |                     | Japón               | Ametralladora pesada |                     |                     |

## Fuerzas navales

### Buques de guerra
- Acorazados
  - Richelieu

- Avisos
  - Savorgnan de Brazza

- Buques de asalto anfibio
  - Arbalète
  - Arquebuse
  - Hallebarde
  - Javeline
  - Pertuisane
  - Rapière
  - Framée
  - Etendard
  - Oriflamme

- Cruceros
  - Duquesne (1925)
  - Tourville (1926)
  - Suffren
  - Duguay-Trouin (1923)
  - Montcalm (1935)
  - Émile Bertin
  - Georges Leygues
  - Gloire (1935)

- Destructores
  - Le Fantasque
  - Le Terrible
  - Le Malin
  - Le Triomphant

- Destructor de escolta
  - Sénégalais

- Fragatas
  - Tonkinois (Clase River)

- Portaviones
  - Béarn (Clase Normandie)
  - Dixmude (Clase Avenger)
  - Bois Belleau (Clase Independence)
  - La Fayette (Clase Independence)
  - Arromanches (Clase Colossus (1944))

### Cañones automáticos
| Nombre              | Imagen              | Origen              | Tipo                                                 | Fabricante          | Calibre             |
| Cañones automáticos | Cañones automáticos | Cañones automáticos | Cañones automáticos                                  | Cañones automáticos | Cañones automáticos |
| ------------------- | ------------------- | ------------------- | ---------------------------------------------------- | ------------------- | ------------------- |
| Oerlikon 20 mm      |                     | Suiza               | Artillería antiaéreaArtillería navalCañón automático | Oerlikon Contraves  | 20 mm               |
| Bofors 40 mm        |                     | Suecia              | Artillería antiaéreaArtillería navalCañón automático | Bofors              | 40 mm               |

### Lanchas de desembarco
| Nombre                    | Imagen               | Origen               | Tipo                               |
| Lancha de desembarco      | Lancha de desembarco | Lancha de desembarco | Lancha de desembarco               |
| ------------------------- | -------------------- | -------------------- | ---------------------------------- |
| Lancha de desembarco LCI  |                      | Estados Unidos       | Lancha de desembarco de infantería |
| Lancha de desembarco LCM  |                      | Estados Unidos       | Lancha de desembarco mecanizada    |
| Lancha de desembarco LCT  |                      | Estados Unidos       | Lancha de desembarco de tanques    |
| Lancha de desembarco LCVP |                      | Estados Unidos       | LCVP                               |

## Fuerzas terrestres

### Armas antitanque
| Nombre                  | Imagen       | Origen         | Tipo                          | Fabricante               | Calibre      |
| Lanzacohetes            | Lanzacohetes | Lanzacohetes   | Lanzacohetes                  | Lanzacohetes             | Lanzacohetes |
| ----------------------- | ------------ | -------------- | ----------------------------- | ------------------------ | ------------ |
| Bazuca                  |              | Estados Unidos | Granada propulsada por cohete | Arsenal de Rock Island   | 60 mm        |
| LRAC Modèle 1950        |              | Francia        | Granada propulsada por cohete | KNDS Francia             | 73 mm        |
| Fusiles antitanque      |              |                |                               |                          |              |
| Fusil antitanque Boys   |              | Reino Unido    | Fusil antitanque              | Royal Small Arms Factory | .55 Boys     |
| Cañones sin retroceso   |              |                |                               |                          |              |
| Cañón sin retroceso M18 |              | Estados Unidos | Cañón sin retroceso           | Arsenal de Rock Island   | 57 mm        |
| Cañón sin retroceso M20 |              | Estados Unidos | Cañón sin retroceso           | Arsenal de Rock Island   | 75 mm        |

### Armas de fuego
| Nombre                            | Imagen     | Origen          | Tipo                   | Fabricante         | Munición                             |
| Revólveres                        | Revólveres | Revólveres      | Revólveres             | Revólveres         | Revólveres                           |
| --------------------------------- | ---------- | --------------- | ---------------------- | ------------------ | ------------------------------------ |
| Smith & Wesson Modelo 10          |            | Estados Unidos  | Revólver               | .38 Special        | Smith & Wesson                       |
| Pistolas semiautomáticas          |            |                 |                        |                    |                                      |
| M1911                             |            | Estados Unidos  | Pistola semiautomática | .45 ACP            | Colt's Manufacturing Company         |
| Pistolet automatique modèle 1935A |            | Francia         | Pistola semiautomática |                    |                                      |
| Pistolet automatique modèle 1935S |            | Francia         | Pistola semiautomática |                    |                                      |
| MAC Mle 1950                      |            | Francia         | Pistola semiautomática |                    |                                      |
| Pistola Luger P08                 |            | Alemania        | Pistola semiautomática |                    |                                      |
| Walther P38                       |            | Alemania        | Pistola semiautomática |                    |                                      |
| Subfusiles                        |            |                 |                        |                    |                                      |
| MAS-38                            |            | Francia         |                        |                    |                                      |
| MAT-49                            |            | Francia         |                        |                    |                                      |
| Subfusil Thompson                 |            | Estados Unidos  |                        |                    |                                      |
| MP40                              |            | Alemania        |                        |                    |                                      |
| Sten                              |            | Reino Unido     |                        |                    |                                      |
| Subfusil M3                       |            | Estados Unidos  | Subfusil               | .45 ACP            | General Motors                       |
| PPS-43                            |            | Unión Soviética |                        |                    |                                      |
| Carabinas                         |            |                 |                        |                    |                                      |
| Carabina M1                       |            | Estados Unidos  |                        |                    |                                      |
| Fusiles de cerrojo                |            |                 |                        |                    |                                      |
| Fusil Tipo 38                     |            | Japón           | Fusil de cerrojo       |                    | Arisaka                              |
| MAS-36                            |            | Francia         |                        |                    |                                      |
| M1917 Enfield                     |            | Estados Unidos  |                        |                    |                                      |
| Mauser Kar 98k                    |            | Alemania        |                        |                    |                                      |
| Fusil Lebel Modelo 1886           |            | Francia         | Fusil de cerrojo       | 8 mm Lebel         | Manufacture d'armes de Châtellerault |
| Lee-Enfield                       |            | Reino Unido     | Fusil de cerrojo       | .303 British       | Royal Small Arms Factory             |
| Springfield M1903                 |            | Estados Unidos  | Fusil de cerrojo       | .30-06 Springfield | Springfield Armory                   |
| Fusil Berthier                    |            | Francia         | Fusil de cerrojo       |                    |                                      |
| Fusiles semiautomáticos           |            |                 |                        |                    |                                      |
| MAS-49                            |            | Francia         | Fusil semiautomático   |                    |                                      |
| M1 Garand                         |            | Estados Unidos  | Fusil semiautomático   |                    |                                      |
| Gewehr 43                         |            | Alemania        | Fusil semiautomático   |                    |                                      |
| SVT-40                            |            | Unión Soviética |                        |                    |                                      |
| Fusiles automáticos               |            |                 |                        |                    |                                      |
| Fusil automático Browning         |            | Estados Unidos  | Fusil automático       |                    |                                      |
| Fusiles de asalto                 |            |                 |                        |                    |                                      |
| Sturmgewehr 44                    |            | Alemania        | Fusil de asalto        |                    |                                      |

### Ametralladoras
| Nombre                              | Imagen                 | Origen                     | Tipo                               | Fabricante                               | Munición               |
| Ametralladoras ligeras              | Ametralladoras ligeras | Ametralladoras ligeras     | Ametralladoras ligeras             | Ametralladoras ligeras                   | Ametralladoras ligeras |
| ----------------------------------- | ---------------------- | -------------------------- | ---------------------------------- | ---------------------------------------- | ---------------------- |
| Ametralladora ligera Tipo 96        |                        | Japón                      | Ametralladora ligera               |                                          |                        |
| Ametralladora ligera Tipo 99        |                        | Japón                      | Ametralladora ligera               |                                          |                        |
| Chauchat                            |                        | Francia                    | Ametralladora ligera               |                                          |                        |
| MAC M1924/29                        |                        | Francia                    | Ametralladora ligera               |                                          |                        |
| Ametralladora ligera Bren           |                        | Reino Unido                | Ametralladora ligera               |                                          |                        |
| Ametralladora Lewis                 |                        | Reino Unido Estados Unidos | Ametralladora ligera               | Birmingham Small Arms CompanySavage Arms | .303 British           |
| Tipo 91                             |                        | Japón                      | Ametralladora ligera               | Fábrica de Armas Nambu                   |                        |
| Ametralladora ligera Tipo 97        |                        | Japón                      | Ametralladora ligera               | Ejército Imperial Japonés                |                        |
| Hotchkiss M1922                     |                        | Francia                    | Ametralladora ligera               | Hotchkiss et Cie                         |                        |
| Ametralladoras de propósito general |                        |                            |                                    |                                          |                        |
| MG 34                               |                        | Alemania                   | Ametralladora de propósito general |                                          |                        |
| Ametralladoras medias               |                        |                            |                                    |                                          |                        |
| Ametralladora MAC Modelo 1931       |                        | Francia                    | Ametralladora mediaArma coaxial    |                                          | 7,5 × 54 mm Francés    |
| Ametralladora Darne                 |                        | Francia                    | Ametralladora media                |                                          |                        |
| Ametralladora Browning M1919        |                        | Estados Unidos             | Ametralladora media                |                                          | .30-06 Springfield     |
| Ametralladoras pesadas              |                        |                            |                                    |                                          |                        |
| Hotchkiss M1914                     |                        | Francia                    | Ametralladora pesada               | Hotchkiss et Cie                         | 8 mm Lebel             |
| Ametralladora pesada Tipo 92        |                        | Japón                      | Ametralladora pesada               | Hino MotorsHitachi                       | 7,7 × 58 mm Arisaka    |
| Ametralladora Browning M1917        |                        | Estados Unidos             | Ametralladora pesada               |                                          |                        |
| Browning M2                         |                        | Estados Unidos             | Ametralladora pesada               |                                          |                        |
| Hotchkiss M1929 13,2 mm             |                        | Francia                    | Ametralladora pesada               | Hotchkiss et Cie                         | 13.2 x 96 mm           |

### Artillería
| Nombre                                       | Imagen                    | Origen                    | Tipo                                           | Fabricante                         | Calibre                   |
| Artillería autopropulsada                    | Artillería autopropulsada | Artillería autopropulsada | Artillería autopropulsada                      | Artillería autopropulsada          | Artillería autopropulsada |
| -------------------------------------------- | ------------------------- | ------------------------- | ---------------------------------------------- | ---------------------------------- | ------------------------- |
| M8 Scott                                     |                           | Estados Unidos            | Cañón autopropulsado                           | CadillacGeneral Motors             | 75 mm                     |
| Artillería remolcada                         |                           |                           |                                                |                                    |                           |
| Cañón de Infantería de 37 mm modelo 1916 TRP |                           | Francia                   | Cañón                                          | Manufacture d'armes de Puteaux     | 37 mm                     |
| Cañón Ordnance QF de 25 libras               |                           | Reino Unido               | Obús remolcado                                 | Royal Ordnance                     | 87.63 mm                  |
| Canon de 105 L mle 1936 Schneider            |                           | Francia                   | Cañón de campaña                               | Schneider-Creusot                  | 105 mm                    |
| Cañón corto Modelo 1935 B 105 mm             |                           | Francia                   | Obús remolcado                                 | Arsenal de Bourges                 | 105 mm                    |
| Obús M101                                    |                           | Estados Unidos            | Obús remolcado                                 | Arsenal de Rock Island             | 105 mm                    |
| Cañones de tanque                            |                           |                           |                                                |                                    |                           |
| Cañón M1/M2/M3 90 mm                         |                           | Estados Unidos            | Cañón de tanqueCañón antiaéreoCañón antitanque | Allis-Chalmers                     | 90 mm                     |
| Cañón M2/M3/M6 75 mm                         |                           | Estados Unidos            | Cañón de tanque                                | Ejército de los Estados Unidos     | 75 mm                     |
| Obús M116                                    |                           | Estados Unidos            | Cañón de tanqueCañón de montañaObús remolcado  | Ejército de los Estados Unidos     | 75 mm                     |
| Cañón QF de 2 libras                         |                           | Reino Unido               | Cañón de tanqueCañón antitanque                | Vickers                            | 40 mm                     |
| Cañón M3 37 mm                               |                           | Estados Unidos            | Cañón de tanqueCañón antitanque                | Arsenal de Watervliet              | 37 mm                     |
| Puteaux SA 18                                |                           | Francia                   | Cañón de tanque                                | Atelier de Construction de Puteaux | 37 mm                     |
| Cañón antitanque Tipo 94 37 mm               |                           | Japón                     | Cañón de tanqueCañón antitanque                | Ejército Imperial Japonés          | 37 mm                     |
| Cañón antitanque Hotchkiss 25 mm             |                           | Francia                   | Cañón de tanqueCañón antitanque                | Hotchkiss et Cie                   | 25 mm                     |

### Bayonetas
| Nombre           | Imagen    | Origen         | Tipo              | Fabricante |
| Bayonetas        | Bayonetas | Bayonetas      | Bayonetas         | Bayonetas |
| ---------------- | --------- | -------------- | ----------------- | --- |
| Bayoneta Tipo 30 |           | Japón          | Cuchillo bayoneta | Arsenal de Koishikawa, Arsenal de Kokura, Arsenal de Nagoya, Matsushita Electric Industrial Company y Toyota Industries                                                                                   |
| Bayoneta M1905   |           | Estados Unidos | Cuchillo bayoneta | Springfield Armory, Rock Island Arsenal, American Fork and Hoe Company, Oneida Limited, Pal Blade and Tool Company, Union Fork and Hoe Company, Utica Cutlery Company, Wilde Drop Forge and Tool Company. |
| Bayoneta M1917   |           | Estados Unidos | Cuchillo bayoneta | Remington Arms, Winchester Arms, Eddystone Arms, General Cutlery, Canadian Arsenals Limited. |

### Camiones militares
| Nombre             | Imagen             | Origen             | Tipo               | Fabricante               |
| Camiones militares | Camiones militares | Camiones militares | Camiones militares | Camiones militares       |
| ------------------ | ------------------ | ------------------ | ------------------ | ------------------------ |
| GMC CCKW           |                    | Estados Unidos     | Camión militar     | General MotorsStudebaker |

### Cascos
| Nombre      | Imagen | Origen         | Tipo             |
| ----------- | ------ | -------------- | ---------------- |
| Casco M1    |        | Estados Unidos | Casco de combate |
| Casco M1951 |        | Francia        | Casco de combate |

### Comunicaciones
| Nombre  | Imagen | Origen         | Tipo          | Fabricante        |
| ------- | ------ | -------------- | ------------- | ----------------- |
| SCR-300 |        | Estados Unidos | Walkie-talkie | Motorola Mobility |
| SCR-536 |        | Estados Unidos | Walkie-talkie | Motorola Mobility |

### Granadas
| Nombre       | Imagen | Origen         | Arma            | Tipo                     | Explosivo  |
| ------------ | ------ | -------------- | --------------- | ------------------------ | ---------- |
| Granada Mk 2 |        | Estados Unidos | Granada de mano | Granada de fragmentación | TNTCordita |

### Morteros
| Nombre                   | Origen         | Tipo     | Fabricante                 | Calibre  |
| Morteros                 | Morteros       | Morteros | Morteros                   | Morteros |
| ------------------------ | -------------- | -------- | -------------------------- | -------- |
| Brandt Mle 27/31         | Francia        | Mortero  | Ejército de Tierra francés | 81 mm    |
| Mortero M1               | Estados Unidos | Mortero  | Watervliet Arsenal         | 81 mm    |
| Brandt Mle 1935          | Francia        | Mortero  | Ejército de Tierra francés | 60.7 mm  |
| Mortero M2               | Estados Unidos | Mortero  | Watervliet Arsenal         | 60 mm    |
| Lance grenades modèle 37 | Francia        | Mortero  | Ejército de Tierra francés | 50 mm    |

### Vehículos blindados
| Nombre                                    | Imagen         | Origen         | Tipo                                                             | Fabricante                                                          |
| Tanques medios                            | Tanques medios | Tanques medios | Tanques medios                                                   | Tanques medios                                                      |
| ----------------------------------------- | -------------- | -------------- | ---------------------------------------------------------------- | ------------------------------------------------------------------- |
| M4 Sherman                                |                | Estados Unidos | Tanque medio                                                     | AlcoBaldwin Locomotive WorksChryslerFord Motor CompanyPaccar        |
| Tipo 89 I-Go                              |                | Japón          | Tanque medio                                                     | Mitsubishi                                                          |
| Tanques ligeros                           |                |                |                                                                  |                                                                     |
| M24 Chaffee                               |                | Estados Unidos | Reconocimiento blindadoTanque ligero                             | CadillacMassey Ferguson                                             |
| M3 Stuart                                 |                | Estados Unidos | Tanque ligero                                                    |                                                                     |
| Hotchkiss H35                             |                | Francia        | Tanque ligero                                                    |                                                                     |
| Tipo 95 Ha-Go                             |                | Japón          | Tanque ligero                                                    | Mitsubishi                                                          |
| Tanquetas                                 |                |                |                                                                  |                                                                     |
| Renault UE Chenillette                    |                | Francia        | Tanqueta                                                         |                                                                     |
| Tipo 94 Te-Ke                             |                | Japón          | Tanqueta                                                         |                                                                     |
| Cazacarros                                |                |                |                                                                  |                                                                     |
| M36 Jackson                               |                | Estados Unidos | Cazacarros                                                       |                                                                     |
| Transportes blindados de personal         |                |                |                                                                  |                                                                     |
| Semioruga M2                              |                | Estados Unidos | SemiorugaTransporte blindado de personal                         | Autocar CompanyDiamond TWhite Motor Company                         |
| Semioruga M3                              |                | Estados Unidos | SemiorugaTransporte blindado de personal                         | Autocar CompanyDiamond TWhite Motor Company                         |
| Universal Carrier                         |                | Reino Unido    | Transporte blindado de personal                                  | Aveling-BarfordFord Motor CompanySentinelThornycroftWolseley Motors |
| Automóviles blindados                     |                |                |                                                                  |                                                                     |
| Panhard 178                               |                | Francia        | Automóvil blindado militar                                       | Panhard                                                             |
| Automóvil blindado Coventry               |                | Reino Unido    | Automóvil blindado militar                                       | Grupo Rootes                                                        |
| Automóvil de reconocimiento ligero Humber |                | Reino Unido    | Automóvil blindado militarReconocimiento blindado                | Grupo Rootes                                                        |
| M8 Greyhound                              |                | Estados Unidos | Automóvil blindado militarReconocimiento blindado                | Ford Motor Company                                                  |
| M3 Scout Car                              |                | Estados Unidos | Automóvil blindado militarTractor de artilleríaVehículo de mando | White Motor Company                                                 |
| Vehículos anfibios                        |                |                |                                                                  |                                                                     |
| LVT(A)-4                                  |                | Estados Unidos | Vehículo anfibioVehículo de desembarco de tracción por orugas    | BorgWarnerFMC CorporationGraham-PaigeSt. Louis Car Company          |
| LVT-4 Alligator                           |                | Estados Unidos | Vehículo anfibioVehículo de desembarco de tracción por orugas    | BorgWarnerFMC CorporationGraham-PaigeSt. Louis Car Company          |
| M29 Crabe                                 |                | Estados Unidos | Vehículo anfibioVehículo de desembarco de tracción por orugas    | Studebaker                                                          |
| Vehículos de ingenieros                   |                |                |                                                                  |                                                                     |
| Sherman M-32 ARV                          |                | Estados Unidos | Vehículos de ingenieros                                          | AlcoBaldwin Locomotive WorksChryslerFord Motor CompanyPaccar        |